# Merag
Merag est une localité de Croatie située dans la municipalité de Cres, dans le comitat de Primorje-Gorski Kotar. En 2001, la localité comptait 3 habitants.

## Géographie
Le territoire du village de couvre une superficie de 17,47 km2. On y trouve l'embarcadère du ferry reliant l'île de Cres à celle de Krk.

## Démographie
| 1948 | 1953 | 1961 | 1971 | 1981 | 1991 | 2001 |
| ---- | ---- | ---- | ---- | ---- | ---- | ---- |
| 106  | 84   | 50   | 2    | 0    | 0    | 3    |